# UTC+4:51
UTC+4:51 je vremenska zona koja se koristila u Mumbaiu do 1955. godine, kada je odlučeno da se ukloni razmak od 39 minuta iza indijskog standardnog vremena (UTC+5:30).